# Alluvione dell'Emilia-Romagna del 2023
L'alluvione dell'Emilia-Romagna del 2023 comprende una serie di eventi alluvionali e geologici prodotti da un fronte meteorologico occluso di origine atlantica, alimentato a sua volta da un ciclone mediterraneo, che ha generato sulla regione piogge persistenti, allagamenti, straripamenti e frane dal 2 al 17 maggio 2023, facendo 17 vittime e 10 miliardi di euro di danni.
Le concause sono state indicate in rapide e inusuali fusioni delle nevi e nella siccità, che avevano già colpito la regione durante il periodo invernale.
La perturbazione ha inoltre interessato le province settentrionali delle Marche e i tre comuni della Romagna toscana che ricadono nella città metropolitana di Firenze.

## Eventi

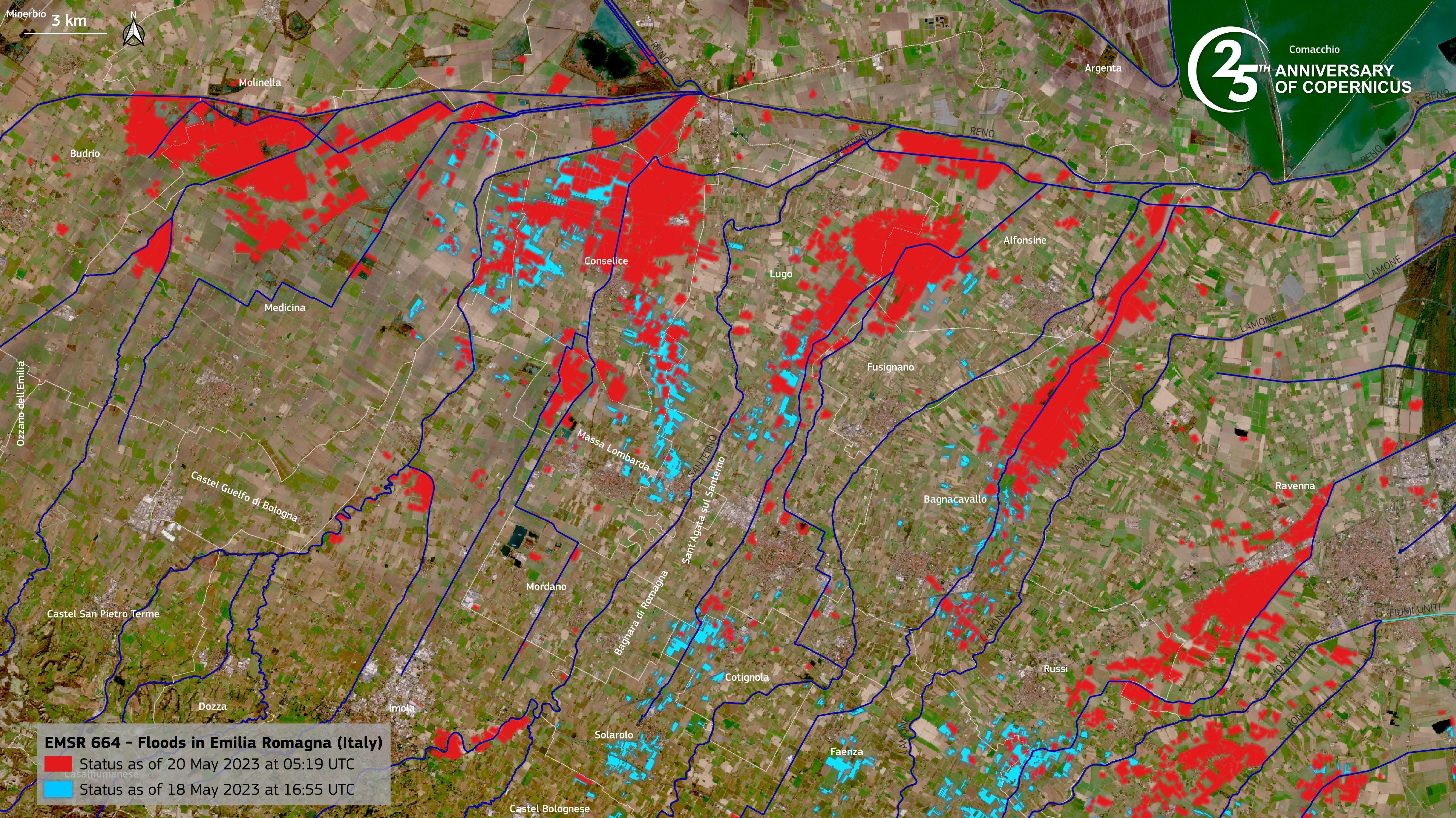
Estensione degli allagamenti, 18-20 maggio 2023

L'alluvione ha coinvolto 44 comuni romagnoli, tra cui principalmente la provincia di Ravenna e le province di Forlì-Cesena, Rimini, Bologna, Modena e di Reggio Emilia. Le forti piogge hanno fatto straripare 23 corsi d'acqua, tra cui i fiumi Lamone, Sillaro, Savio, Montone, Rabbi, Bidente-Ronco, Santerno e i torrenti Idice, Quaderna, Ravone, Senio, Marzeno, Pisciatello e Rigossa. Nel territorio colpito si sono inoltre verificate 250 dissesti e frane in 48 comuni.
Nello stesso arco di tempo alcuni eventi calamitosi hanno interessato anche le province settentrionali della Regione Marche, la quale ha ottenuto il 25 maggio 2023 lo stato di emergenza dal Governo italiano per le province di Pesaro-Urbino, Ancona, Macerata e Fermo. Inoltre lo stato di emergenza è stato esteso anche per i comuni di Firenzuola, Marradi, Palazzuolo sul Senio e di Londa della Regione Toscana.

## Cronologia degli eventi

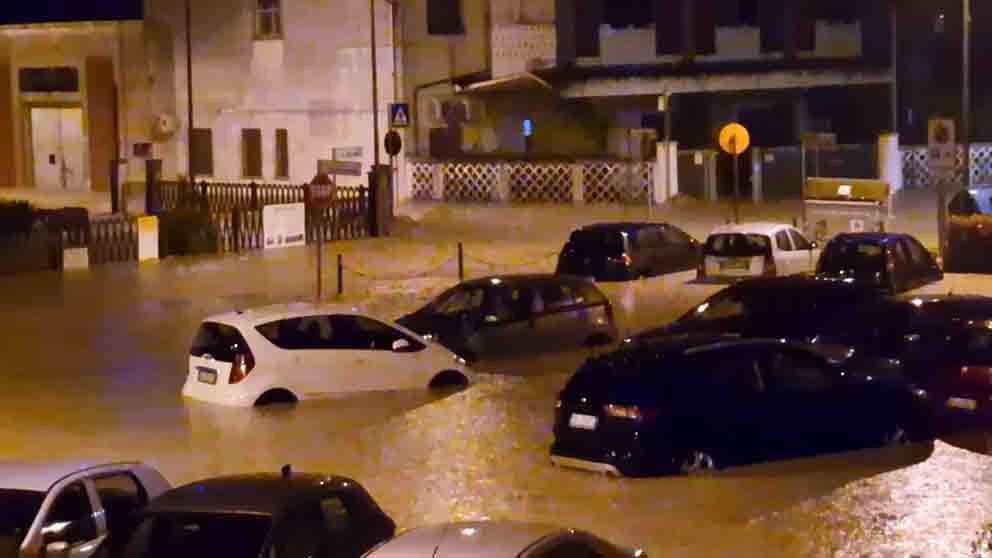
Allagamento a Sant'Agata sul Santerno (RA)

### Alluvione 3 e 4 maggio 2023
Alle ore 4:00 del 3 maggio 2023 la Guardia di Finanza e la Polizia di Stato, secondo le indicazioni del Dipartimento della protezione civile, hanno disposto la chiusura dei ponti di Traversara, di Villanova, di Ragone e di Vico. Alle ore 6:15 del 3 maggio 2023 il Comune di Ravenna lancia un'allerta per la possibile piena dei fiumi Montone e Lamone. Alle ore 06:20 viene disposta l'evacuazione nel comune di Faenza a scopo precauzionale per l'esondazione del fiume Lamone. Nella prima mattinata il centro storico di Castel Bolognese viene allagato dall'esondazione del Senio. Il Sillaro provoca la più grande rottura di un argine nella giornata presso Spazzate Sassatelli. Alle ore 8:20 vi sono oltre 250 persone evacuate in tutto il Ravennate. Anas ha disposto la chiusura di numerosi tratti stradali statali, regionali e provinciali, tra cui la strada statale 16 Adriatica nel Ravennate. Intorno alle ore 12 le persone evacuate nella provincia di Ravenna sono oltre 450; il prefetto di Ravenna Castrese De Rosa dispone l'evacuazione della frazione di Boncellino a Bagnacavallo per la rottura dell'argine del Lamone. A Faenza viene evacuato il quartiere Borgo Durbecco, allagato dopo l'esondazione del Lamone, mentre a Bologna Spazzate Sassatelli.
Il Centro Funzionale e l'Agenzia per la Sicurezza territoriale e la Protezione Civile hanno emesso un'allerta rossa per piene dei fiumi sulla Romagna sino alle ore 24:00 del 4 maggio 2023, riferita al transito delle piene dei fiumi Idice, Sillaro, Santerno, Senio, Lamone e Montone.

### Alluvione 16 e 17 maggio 2023
Il 14 maggio 2023 il servizio l'Agenzia regionale per la protezione ambientale della Regione Emilia-Romagna dispone l'allerta arancione e gialla per criticità idrogeologica nelle provincie di Ravenna, Forlì-Cesena e Rimini e le zone collinari del Bolognese e del Ravennate. Il 15 maggio il Dipartimento della Protezione Civile emanò un'allerta rossa per la Romagna e nell'Emilia orientale e centrale per rischio idraulico e idrogeologico. 
La notte del 16-17 maggio si ruppe l’argine del Santerno presso l’abitato di Sant’Agata sul Santerno inondando il 90% del comune causando anche 2 vittime. Il Santerno ruppe anche più a nord in località Ca di Lugo ed infine ruppe in due punti 7 km più a sud nei paesi di Mordano e Bagnara di Romagna.
A Castel Bolognese ci fu la rottura del Senio in località Biancanigo che inondò buona parte del paese, le acque raggiunsero successivamente Solarolo, la frazione Barbiano e per la prima volta nella storia moderna anche il centro di Lugo.
A Conselice ci fu l’allagamento dovuto alla rottura del Sillaro nella frazione di Spazzate Sassatelli, Imola.
Faenza venne pesantemente colpita dallo straripamento del Lamone dove in alcuni punti l’acqua raggiunse 7 metri, causando una vittima.
A Bagnacavallo il Lamone ruppe nella zona industriale. 
A Cesena l'esondazione del Savio causò seri danni alle zone della città adiacenti al fiume. Stessa sorte per Forlì con l'esondazione del Ronco-Bidente e del Montone-Rabbi.
La frazione di Fornace Zarattini è stata alluvionata con nei piani terra delle case anche 150 cm di acqua.
Il 20 maggio 2023 viene annunciato che la superficie di territorio del Comune di Ravenna evacuata è stata pari a 10 873 ettari, circa il 16% dell'intero territorio comunale, per una popolazione residente di 22 000 persone. In totale su tutta la provincia di Ravenna sono state evacuate in via precauzionale 27 775 persone.

## Danni alle infrastrutture, all’ambiente ed agli animali
Nel corso dell'alluvione vi sono stati numerosi danni alle infrastrutture ferroviarie, autostradali ed alle strade statali.

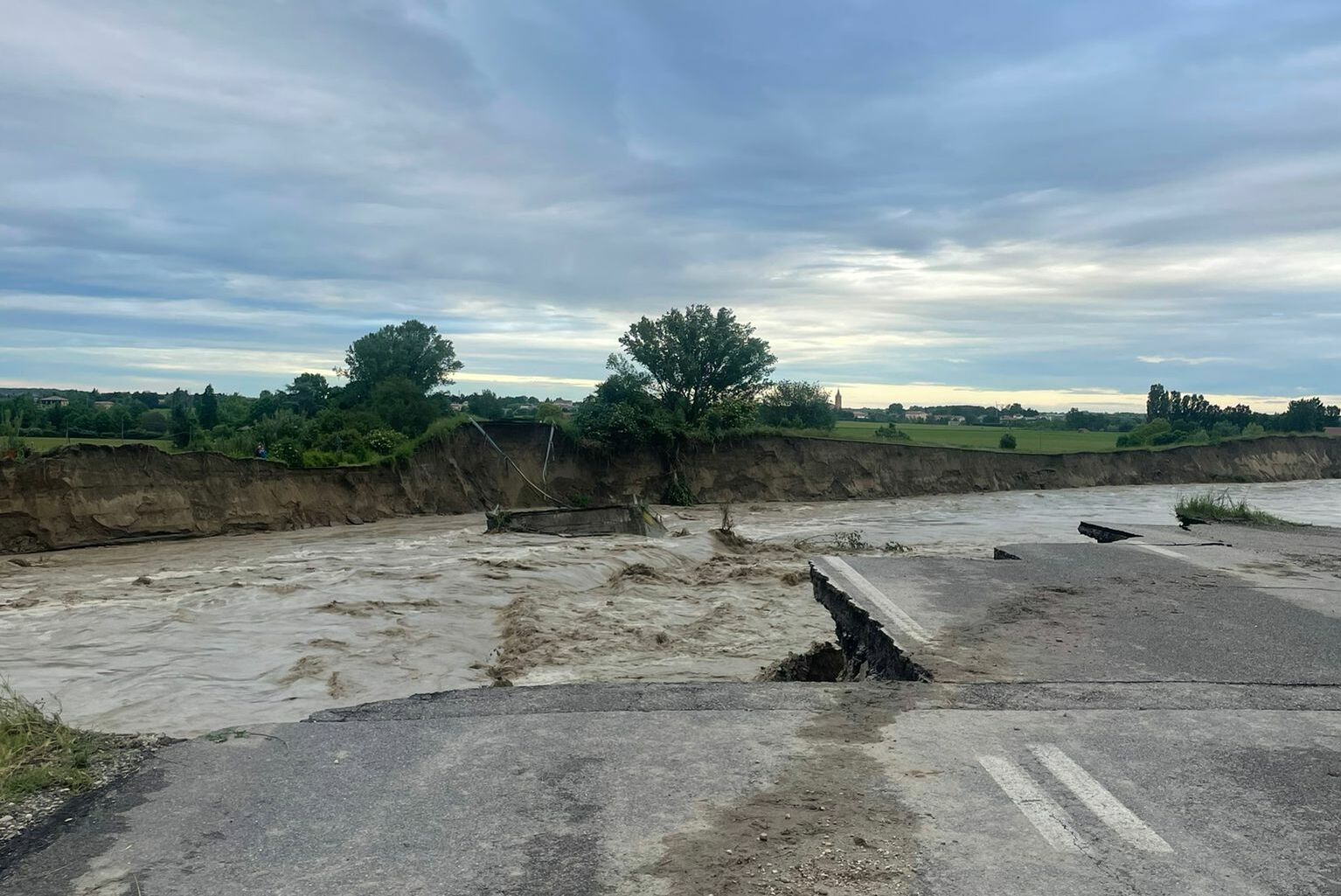
Il Ponte della Motta (attraversante l'Idice), presso Molinella (BO), completamente distrutto

Altresì, le zone ambientali circostanti sono state irrimediabilmente compromesse, con il rilevamento di più di 280 frane, più di 300 mm di piogge in quarantotto ore e 21 tra fiumi e corsi d’acqua esondati. A causa di questi fenomeni, numerosissimi agricoltori e allevatori hanno riportato danni alla loro produzione, con la morte di molti capi di bestiame e di moltissime colture.
Sulla costa, l’acqua è risultata per circa un mese incompatibile alla balneazione, fino al 16 giugno 2023, quando è stata riaperta in seguito a controlli sanitari.

### Rete Ferroviaria Italiana
Rete Ferroviaria Italiana ha sospeso la circolazione dei treni tra Bologna e Rimini sino al 22 maggio 2023, interrompendo inoltre le tratte tra Ferrara e Rimini, tra Ravenna e Faenza, tra Ravenna e Castelbolognese via Lugo, tra Faenza e Lavezzola, tra Marradi e Faenza, con blocco dell'alta velocità ferroviaria da e verso sia la Puglia che la Toscana. RFI ha disposto l'impiego di oltre 350 persone, 60 mezzi e 21 imprese appaltatrici per il ripristino dell'intera infrastruttura danneggiata.
Il 27 maggio 2023, RFI ha annunciato la ripresa del servizio sulla linea Bologna-Rimini, così come quelli tra la Puglia ed il Nord Italia, interrotti a causa dell’alluvione, a partire dal 29 maggio.
Il 27 dicembre 2023, RFI ha annunciato la ripresa del servizio sulla linea Faenza-Firenze, interrotta ormai sette mesi prima a causa dell’alluvione.
La circolazione tra Faenza e Lavezzola non è mai stata riattivata dopo la rottura dell'argine nei pressi del ponte ferroviario di Sant'Agata sul Santerno, per il quale è in programma la rimozione a inizio 2025.

### Autostrade per l'Italia
Pochi attimi prima dell'inizio del disastro, Autostrade per l'Italia ha immediatamente interrotto la circolazione sul tratto della A14 al bivio con la A13 e Forlì in direzione Ancona e tra Rimini Nord e Faenza in direzione Bologna, nonché la D14 Diramazione di Ravenna in entrambe le direzioni, per via dell'allagamento degli stessi tratti autostradali, perdurato fino alla fine del maltempo. In seguito, a partire dal 18 maggio e non con poche difficoltà, si è iniziato a riaprire parzialmente i tratti, inizialmente ad una corsia per senso di marcia, passando successivamente a due il 20 maggio ed infine, completamente (tre corsie) solo il 23 maggio.

### Strade statali e secondarie

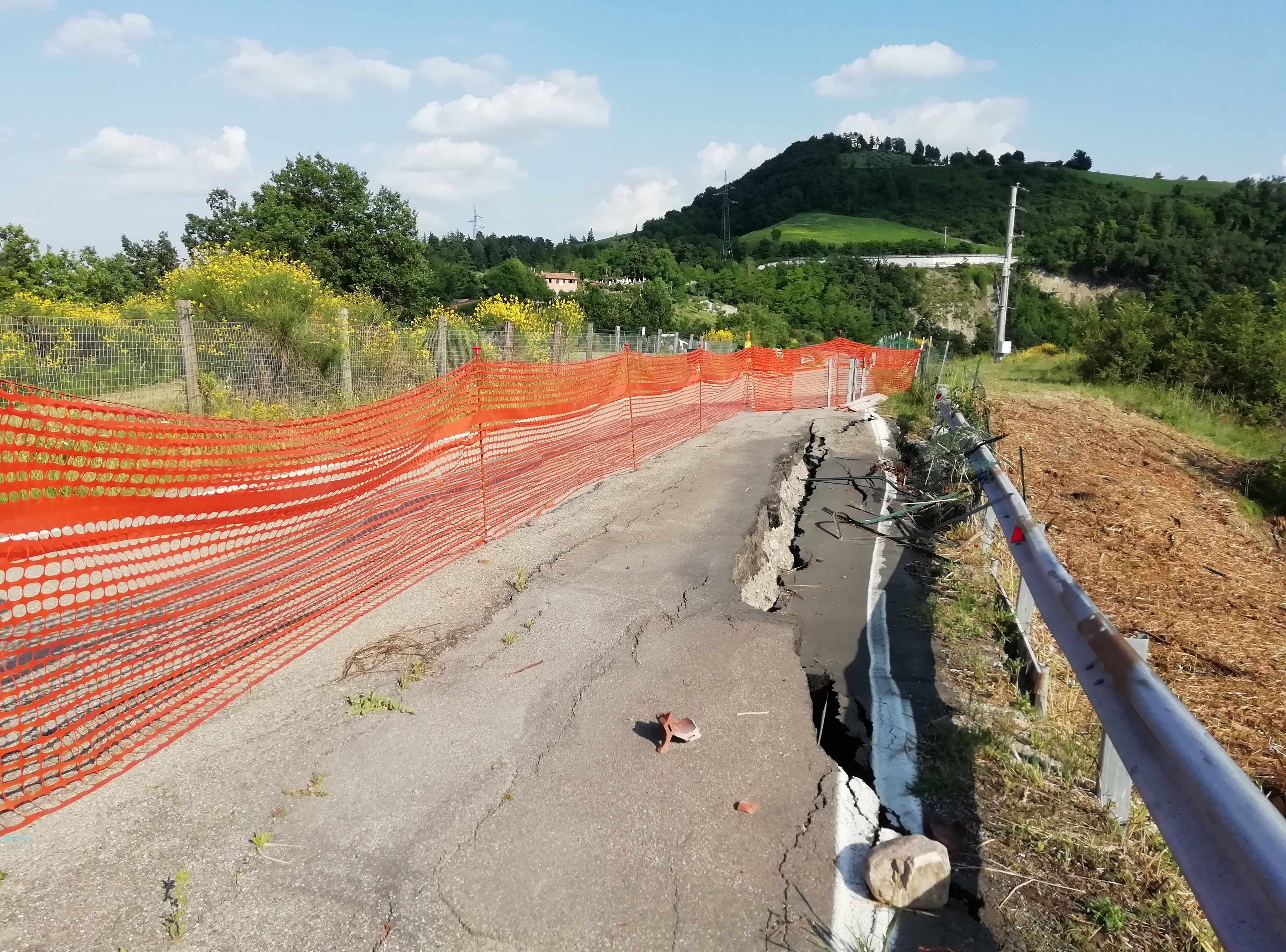
La via dei colli verso Sabbiuno ancora dissestata a giugno 2023

Molti sono stati i danni riscontrati anche sulle strade statali e sulle strade secondarie, con molti tratti completamente distrutti, altri riaperti ed altri ancora inagibili.

### Impianti ed eventi sportivi
L'autodromo Enzo e Dino Ferrari fu investito da ondate di fango. Ciò costrinse gli organizzatori ad annullare il Gran Premio di Formula 1, previsto il 21 maggio.

## Controversie

### Gestione del territorio e consumo del suolo
A seguito dell'alluvione numerosi enti ed istituzioni, tra cui l'Istituto superiore per la protezione e la ricerca ambientale, l'Autorità di bacino distrettuale dell'Appennino centrale, l'Istituto di ricerca per la protezione idrogeologica, Legambiente, WWF Italia, Consiglio Nazionale dell'Ordine dei Geologi, hanno dichiarato che l'evento è stato accentuato dalla non adeguata gestione da parte della Regione Emilia-Romagna del proprio territorio, in particolar modo di non essere intervenuta sulle problematicità del dissesto idrogeologico e sulla legislazione sul consumo di suolo.
Gli esperti hanno accusato l'inefficienza della Legge regionale n. 24 del 2017 del Piano Urbanistico Generale della Regione, la quale impone la soglia di consumo di suolo pari al 3% della superficie consumata al 2017, fino all'azzeramento entro il 2050. Paolo Pilleri, docente di urbanistica e pianificazione al Politecnico di Milano, ha commentato i dati dell'ISPRA dell'anno 2020-2021:
(Paolo Pileri)

## Azioni di solidarietà
Furono centinaia le azioni di solidarietà da parte della popolazione civile: migliaia di persone, "armate" di pale, vanghe e stivali, si riversarono nelle strade alluvionate, cercando di rimuovere la melma e salvare il più possibile. Il 20 maggio 2023, Elon Musk, insieme al Gruppo Unipol, ha fornito dei terminali Starlink: essi permisero ai soccorritori, ai servizi essenziali e strategici (es. ospedali) e alla popolazione di avere accesso alla rete Internet.

### Visite istituzionali

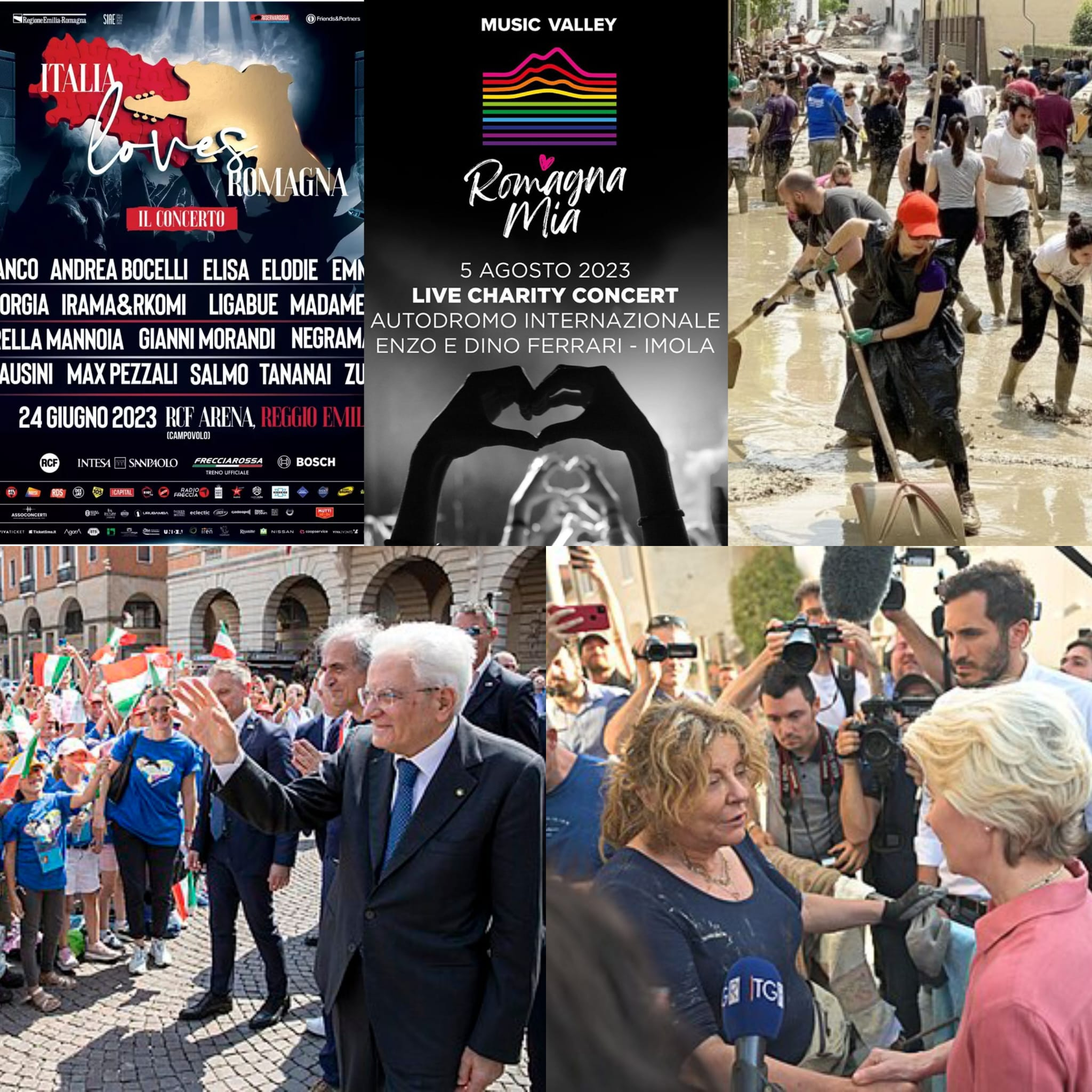
Da sinistra a destra, dall'alto al basso: gli eventi musicali Italia Loves Romagna e Music Valley – Romagna Mia, popolazione civile che spala il fango, Sergio Mattarella a Forlì, la Presidente della Commissione Europea, Ursula von der Leyen, mentre parla con una testimone diretta.

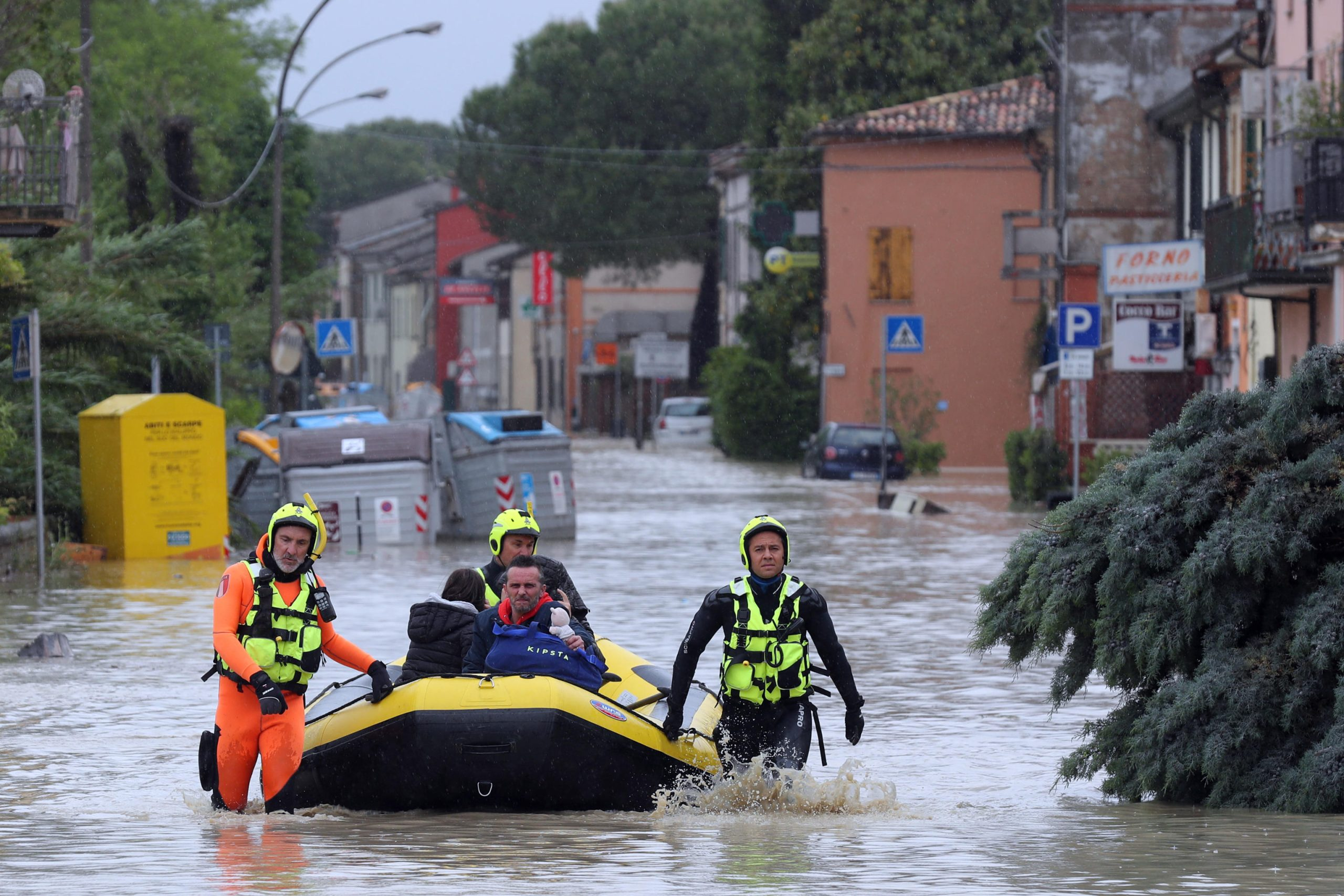
Un'operazione di salvataggio a Coccolia di Ravenna.

Il giorno 25 maggio 2023 la Presidente della Commissione europea Ursula von der Leyen ha visitato assieme alla Presidente del consiglio Giorgia Meloni (entrambe tornate prima dal G7 ad Hiroshima, in Giappone) le aree colpite dall'alluvione, sorvolando inizialmente il territorio della Romagna, per poi atterrare a Cesena dove hanno tenuto una conferenza stampa.
Successivamente, il 30 maggio, anche il Capo dello Stato Sergio Mattarella, fa visita alle zone colpite.

### Aiuti istituzionali

#### Corpi di pronto intervento
Nel corso dell'alluvione si sono effettuati 6.262 interventi nelle provincie interessate dall'alluvione dal Corpo nazionale dei vigili del fuoco: 1.256 a Bologna, 2.680 a Ravenna, 1.955 a Forlì-Cesena e 371 a Rimini.

#### Governo italiano
Pochi giorni dopo la fine degli eventi meteorologici avversi, il Consiglio dei ministri ha deliberato degli interventi urgenti a favore della popolazione e per fronteggiare l’emergenza. Tra questi, è attuato lo stanziamento urgente di fondi ed una facilitazione di accesso alla cassa integrazione per i lavoratori, nonché la sospensione, fino al 31 agosto 2023, degli adempimenti tributari e delle utenze per i cittadini ed i comuni colpiti.
Il 27 giugno 2023, il governo ha indicato il Generale di corpo d'armata Francesco Paolo Figliuolo “Commissario straordinario” per gestire le conseguenze dell’emergenza e la ricostruzione.

### Aiuti nazionali
Il gruppo Monrif S.p.A., attraverso le sue testate cartacee e online QN Quotidiano Nazionale, La Nazione, Il Resto del Carlino e Il Giorno ha lanciato una raccolta fondi in sostegno della Regione Emilia-Romagna e della Protezione Civile Emilia-Romagna. La Fondazione Specchio d'Italia assieme all'associazione GEDI Gruppo Editoriale ha donato 20 000 euro e una campagna di raccolta fondi per le famiglie colpite.
Altresì, la Rai ha diffuso, a partire dal 19 maggio e tramite i propri canali, un codice IBAN intestato al dipartimento di protezione civile regionale dell'Emilia-Romagna con cui poter donare.
Infine, anche Scuderia Ferrari e Lamborghini, e lo stesso Formula One Group su proposta del CEO romagnolo Stefano Domenicali, hanno deciso di donare € 1 000 000 ciascuna per sostenere la popolazione colpita dal disastro. Inoltre la Formula One Group ha donato cibo e acqua a un banco alimentare allestito nelle aree colpite che erano stati previsti per l'organizzazione e tem al Gran Prix 2023 di Imola, annullato a causa dell'emergenza.
Al 4 giugno 2023 il Presidente della Regione Emilia-Romagna Stefano Bonaccini ha comunicato che sono stati donati oltre 37 milioni e mezzo di euro sul conto della Regione.
Il 20 luglio 2023 viene trasmessa in diretta dallo stadio di Rimini la 32ª edizione della Partita del cuore tra la Nazionale italiana cantanti e un Golden Team, a sostegno di progetti per anziani e disabili colpiti dall'alluvione.

### Aiuti internazionali
Il 24 maggio il Presidente francese Emmanuel Macron ha pubblicato un tweet annunciando di voler inviare 40 uomini della protezione civile a sostegno delle squadre di soccorso italiane già operative nelle zone colpite.
Successivamente, a seguito della richiesta di assistenza da parte dell'Italia, l'Unione europea ha mobilitato offerte di attrezzature di pompaggio provenienti da Francia, Slovenia, Slovacchia e Belgio attraverso il meccanismo europeo di protezione civile per aiutare le autorità italiane a far fronte ad altre forti inondazioni.

### Manifestazioni musicali
Le province di Forlì-Cesena, Ravenna e Rimini e la città metropolitana di Bologna hanno annunciato il concerto di beneficenza intitolato Music Valley – Romagna Mia, Live Charity Concert presso l'autodromo di Imola il 5 agosto 2023. Tra i cantanti che partecipano all'evento vi è Laura Pausini. Inoltre la Pausini ha annunciato di devolvere ai comuni di Solarolo, di Castel Bolognese e di Faenza gli introiti dei concerti del Laura Pausini World Tour 2023-2024 a Venezia in programma in piazza Piazza San Marco da venerdì 30 giugno a domenica 2 luglio 2023.
Il 28 maggio 2023 è stato annunciato Italia Loves Romagna, un concerto di beneficenza tenutosi il successivo 24 giugno presso l’RCF Arena di Campovolo a Reggio Emilia. L'evento, trasmesso in diretta su Rai 1, è stato condotto da Amadeus, Alessia Marcuzzi, Giorgio Panariello e Francesca Fagnani e ha visto la partecipazione dei cantanti Blanco, Andrea Bocelli, Elisa, Elodie, Emma, Giorgia, Irama, Luciano Ligabue, Madame, Fiorella Mannoia, Gianni Morandi, Negramaro, Laura Pausini, Max Pezzali, Rkomi, Salmo, Tananai e Zucchero.
Il 29 luglio 2023, presso l'Orogel Stadium-Dino Manuzzi di Cesena, si è tenuto il concerto "Rockin'1000 for Romagna". Oltre al supergruppo di Fabio Zaffagnini, si è esibito il cantante italiano Diodato.

## Documentari, Serie Tv e podcast
Alla narrazione degli eventi e all'approfondimento scientifico relativo all'alluvione in Emilia-Romagna sono stati dedicati documentari e podcast:

### Documentari
- Ho visto il finimondo, cronache dell’alluvione di maggio 2023 in Romagna di Valerio Baroncini e Marco Santangelo - Il Resto del Carlino
- Fuori dal fango di Matteo Parisini, Riccardo Mazzon - Rai Play
- Romagna Tropicale di Pascal Bernhardt
- L'onda maledetta: vittime ed eroi di Claudia Conte - Rai Play
- Un'onda di bene di Luciano Piscaglia - TV2000
- Alluvione - Le voci di chi c'era - LepidaTV

### Serie Tv
- Fango - Storia di una Alluvione di Marco Cortesi e Mara Moschini - Infinity Lab / Mediaset Infinity

### Podcast
- Fango di Marco Cortesi e Mara Moschini - Vois Editore
- Dopo il fango di Francesca Milano - Chora Media Editore
- Tutta la città ne parla - Rai Play Sound Radio3